# Депутаты Мажилиса Парламента Казахстана II созыва
Избраны на парламентских выборах 1999 года
1. Айталы, Амангельды Абдрахманович
2. Абдильдин, Серикболсын Абдильдаевич
3. Алибаев, Серикбай Бариевич
4. Алимжанов, Исахан Молдаханович
5. Алпысбеков, Куаныш Махмутович
6. Амергужин, Хамит Айдарулы
7. Асанов, Владимир Байтениязович
8. Байназаров, Галым Байназарович
9. Бакир, Абдижалел Кошкарович
10. Бейсенбаев, Аскар Асанович
11. Бисетаев, Серикбай Жумабекович
12. Веснин, Виктор Николаевич
13. Даулбаев, Асхат Кайзуллаевич
14. Дворецкий, Владимир Яковлевич
15. Дрожжин, Сергей Васильевич
16. Дьяченко, Сергей Александрович
17. Егоров, Виктор Николаевич (политик)
18. Елеубаев, Узаккали Биалаевич
19. Ережепов, Кайролла Жеткизгенович
20. Жалыбин, Сергей Михайлович
21. Жуйриктаева, Мария Беспаевна
22. Землянов, Валерьян Янович
23. Иванов, Виктор Михайлович (политик)
24. Кабанбаев, Аскар
25. Кадырова, Зауре Жусуповна
26. Калдыгулова, Сания Мусаевна
27. Калиев, Гани Алимович
28. Калиулы, Жекен
29. Караманов, Узакбай
30. Касымов, Гани Есенгельдинович
31. Квятковская, Татьяна Григорьевна
32. Келемсеит, Ермек Абильмажинович
33. Кемел, Мырзагельды
34. Кенжебек, Омиргали
35. Конакбаев, Серик Керимбекович
36. Копей, Мухамбет Жуманазарулы
37. Косарев, Владислав Борисович
38. Космамбетов, Тулебек
39. Котович, Валерий Николаевич
40. Купенова, Бакыт Каиркешевна
41. Кушкалиев, Хаким Дуйсешович
42. Лавриненко, Юрий Иванович
43. Мадинов, Ромин Ризович
44. Макалкин, Валентин Иванович
45. Макашев, Зейнула Мухамединович
46. Максимонько, Василий Владимирович
47. Милютин, Александр Александрович
48. Мужчиль, Татьяна Евгеньевна
49. Мукашев, Рахмет Желдыбаевич
50. Муртаза, Шерхан
51. Нигматулин, Ерлан Зайруллаевич
52. Омаров, Шарип Омарович
53. Оспанов, Марат Турдыбекович
54. Рамазанов, Еркин Амануллинович
55. Рахметов, Ержан Оразович
56. Рустемов, Нурбах Турарович
57. Сабден, Оразалы Сабденович
58. Сагдиев, Махтай Рамазанович
59. Сарманов, Ерхали Сатыбалдыулы
60. Сарпеков, Рамазан Кумарбекович
61. Сарсенов, Нурдаулет Жумагулович
62. Сисинбаев, Тагир Мусаевич
63. Сорокин, Борис Владимирович
64. Сыздыков, Тито Уахапович
65. Такенов, Болат Долдаевич
66. Тиникеев, Мухтар Бакирович
67. Тохтасынов, Толен Мухамедиевич
68. Трошихин, Михаил Васильевич
69. Тулеметов, Куанышбек
70. Турлыханов, Даулет Болатович
71. Турысов, Каратай Турысович
72. Туякбай, Жармахан Айтбайулы
73. Тшанов, Амалбек Козыбакович
74. Унгарсынова, Фариза Унгарсыновна
75. Уразалинов, Шаймерден Абильмажинович
76. Черкашина, Алимпиада Ивановна
77. Чиркалин, Иван Федорович
78. Шаекин, Рауан Михайлович
79. Шалабаев, Хайрат Габдулович
80. Щербинин, Николай Иванович